# جيمي سوان
جيمي سوان (بالإنجليزية: Jimmy Swan)‏ هو كاتب أغاني ومغني وموسيقي أمريكي، ولد في 18 نوفمبر 1912 في ألاباما في الولايات المتحدة، وتوفي في 1995.

## وصلات خارجية
- جيمي سوان على موقع ميوزك برينز (الإنجليزية)
- جيمي سوان على موقع أول ميوزيك (الإنجليزية)
- جيمي سوان على موقع ديسكوغز (الإنجليزية)